# Ефрон, Наталья Григорьевна
Наталья Григорьевна (Густавовна) Ефрон (16 сентября 1896 — 14 ноября 1973) — советская актриса.

## Биография
Родилась в семье Григория (Гдальи, Густава) Абрамовича Ефрона (1 февраля 1863, Вильна — 1929, Ленинград), учёного-медика в области челюстно-лицевой хирургии и стоматологии, переводчика, публициста. Мать — Фейга (Феодосия) Семёновна Ефрон (урождённая —  Ядловер, ? — 1926). Племянница издателя Ильи Абрамовича Ефрона, внучка виленского купца первой гильдии и талмудиста Абрама Геселевича (Евсеевича) Ефрона (1820—1904). Отец — автор книги «Экономическая жизнь современных народов. Учение Зомбарта о хозяйственном капиталистическом строе» (1903), один из основателей Института общественного зубоврачевания на Невском проспекте, 46 (1919); дед — автор галахического компендиума «מקור ההלכות» («Происхождение Галахот»; Вильна, 1901).
Наталья в 1913 году окончила Витебскую гимназию с золотой медалью и переехала с семьёй в Санкт-Петербург, где в том же году поступила в Петербургскую консерваторию по классу фортепиано, а через год, параллельно, начала заниматься вокалом в классе профессора Габеля. В 1917 году окончила Петроградскую консерваторию, работала частным педагогом по классу рояля. В 1920 году поступила актрисой в Свободный театр, параллельно занимаясь преподаванием музыки в Школе рабочей молодёжи и Школе Петрокоммуны и работая на эстраде.

В 1922—1926 годах училась актёрскому искусству в Школе Камерного театра. Актриса московского Камерного театра Таирова, где среди прочих ролей блистательно сыграла роль проститутки Дженни в спектакле «Трёхгрошовая опера» (спектакль назывался «Опера нищих»). Исполнитель роли Мэкки-Ножа актёр Юлий Хмельницкий вспоминал в своей мемуарной книге «Из записок актера таировского театра» о её работе в этом спектакле: 
Роль Дженни, верной подруги Мэкки, великолепно играла красивая и грациозная Наталья Эфрон. Она любила его горячо. Но, страдая и мучаясь, все же передала его в руки полиции
В 1930-е годы — актриса Ленинградского камерного театра. С 1938 года — актриса киностудии Мосфильм. С 1934 года — заслуженная артистка РСФСР.
Муж — Сергей Гаврилович Горшинский (1900 — ?), в 1940-е годы работал коммерческим директором Фрунзенского завода № 60.
Прах захоронен в колумбарии на Рогожском кладбище.

## Фильмография
- 1938 — Друзья из табора — мать Яши
- 1939 — Ленин в 1918 году — Фанни Каплан
- 1941 — Прокурор — Язгуль Бергенова, прокурор